# Dolmány Attila
Dolmány Attila (1975. június 17. –) magyar színész.

## Élete
Dolmány Antal Attila matematika-fizika-számítástechnika-tanár, illetve Dolmány Attiláné (Tóth Mária) matematika-fizikatanár, néptáncos szülők harmadik gyermekeként látta meg a napvilágot, három lánytestvér között (Mária, Ildikó, és a húga, Anikó). Kora gyermekkorában szülei nyomdokait követve csillagásznak, vagy tanárnak készült, de hobbiként már a nyolcvanas években szavalóversenyeken indult, többnyire sikerrel. 1992-ben az akkori Országos Diákszínjátszó Találkozón a Pinceszínházban első díjat nyert, ez volt első valós színpadi szereplése. 1993-ban érettségi után megházasodott, és az ELTE matematika-fizika szakán kezdte meg tanulmányait első gyermeke (Zsófia) megszületése közben. 1994-ben otthagyta tanulmányait, és a Kerényi Imre vezette Madách színházba szerződött statisztának, hogy eltartsa családját. Már akkor elkezdett a néhai Pannónia filmstúdióban szinkronizálni, de még csak a lépcső alján. 1996-ban, az utolsó "Ki mit tud"-on televíziós elődöntőig jutott, miközben második gyermeke is megszületett (Szabolcs). Aztán az áttörést a sok évig tartó próbálkozások után az 1997-es felvételi adta meg neki az akkor még Színművészeti Főiskolára, ahová Marton László osztályába került, olyan pályatársakkal, mint Bodó Viktor, Csányi Sándor, Lengyel Tamás, Hámori Gabriella, Kovács Martina, Szamosi Zsófia.
2001-ben végzett a Színház- és Filmművészeti Egyetemen. Ebben az évben diploma közben elvált első feleségétől, és a Budapesti Kamaraszínház tagja lett, egészen annak megszűnéséig. Mindezek közben játszott a Vígszínházban, Győrben, Veszprémben, a Gyulai Várszínházban, és még sok más fővárosi és vidéki színházban. 11 éves Kamaraszínházi pályáját sok díj és jelölés, és annál több jobbnál jobb szerep jellemezte. Például Eszenyi Enikő Ping Swing showja, vagy a Győrben bemutatott Cabaret Cliffje, de filmekben is megmutatta magát, például az Ébrenjárókban.
2006-ban házasságot kötött Bogdányi Titanillával, akit szinkron szerepeiről ismerhetünk, közös gyermekük a ma már szinkronizáló Korina. Nem sokkal később, 2008-ban elváltak útjaik. Gyermeküket közösen nevelik.
2012. után szabadúszóként újra sok színház felé nyitott, a mai napig láthatjuk/hallhatjuk a Vígszínházban, a Játékszínben vagy az Erkel Színházban.
Még a Kamaraszínházi időkben koreográfiát, zenét is készített előadásokhoz (Dr. Faustus, Woyzeck), de később a Tivoli színpadán először társrendezőként, majd az előadás főrendezőjeként debütált a Mr. & Mrs. című komédiában.
2014-ben dolgozott először független művészként a Zichy Szín-Műhely alapítójával, Zichy Gabriellával, akivel azóta is fontos független előadások rendezője, dramaturgja, akár szerzőtárs alkotója (Arany balladák - másképp 2016., Díszítők 2017., Utazás a szempillám mögött 2018.).
2014-ben egy régi fellángolás után újra találkozott Ping-Swingbeli kolléganőjével, a többszörös bajnok latin táncos Cservenák Szilviával, akivel házasságban él és több közös munkájuk is van már.
Dolmány Attila a mai napig mind a színházi, a filmes és a szinkron társadalom aktív tagja, korábbi jeles cikkírásai sokakat mozgattak meg, bár mára már azt vallja, jobb a békesség. Három gyermeke mellett már 2016 nagyszülő is.

## Szinkronszerepei

### Mesék, rajzfilmek, animék
A teljesség igénye nélkül...
| Cím                                | Szerep                                       |
| ---------------------------------- | -------------------------------------------- |
| Bleach                             | Kariya Jin                                   |
| Family Guy                         | Stewie Griffin                               |
| Slayers: Evolution-R               | Dugrud                                       |
| South Park                         | Kyle Broflovski                              |
| Vampire Knight                     | Kuran Kaname                                 |
| Barbie és a Diótörő                | Diótörő                                      |
| Lego Ninjago: A Spinjitzu mesterei | Morro Shadow                                 |
| S.T.R.A.M.M. – A kém kutya         | Kaméleon                                     |
| SpongyaBob Kockanadrág             | Tintás Tunyacsáp (11x24-), Lonnie            |
| Hősakadémia                        | Aizawa Shota (Radírfej)                      |
| Verdák                             | Hengerfej / Not Chuck                        |
| Star Wars: A klónok háborúja       | Wolffe parancsnok (1. hang) O'Niner őrmester |
| Harley Quinn                       | Frank, a növény                              |

### Sorozatok
A teljesség igénye nélkül...
| Sorozat                            | Szerep                     | Színész               |
| ---------------------------------- | -------------------------- | --------------------- |
| Hawaii Five-0                      | Steven McGarrett           | Alex O'Loughlin       |
| A mentalista                       | Kimball Cho                | Tim Kang              |
| 24                                 | Paul Raines                | James Frain           |
| A férfi fán terem                  | Jack Slattery              | James Tupper          |
| A fiúk a klubból                   | Prof. Ben Bruckner-Novotny | Robert Grant          |
| A Silla királyság ékköve           | Bidám                      | Kim Namgil            |
| A S.H.I.E.L.D. ügynökei            | Phil Coulson ügynök        | Clark Gregg           |
| A szerelem ösvényei                | Gabriel Quesada Barragán   | Jorge Salinas         |
| A királyi ház titkai               | Ó Jun                      | Cshö Csholho          |
| A sziget nővére                    | Solomon Gaibui             | Jimi Gela             |
| Az elveszett szoba                 | Howard Montague            | Roger Bart            |
| Carnivalle, a vándor cirkusz       | Ben Hawkins                | Nick Stahl            |
| Cinecitta                          | Gianluca                   | Duccio Giordano       |
| Deadwood                           | Morgan Earp                | Austin Nichols        |
| Drót                               | Omar Little                | Michael K Williams    |
| Egy lépés előre                    | Horacio                    | Fabián Mazzei         |
| Ez a ház totál gáz                 | Emilio Delgado             | Fernando Tejero       |
| Fastlane - Halálos iramban         | Deaq Hayes                 | Bill Bellamy          |
| Gyilkos számok                     | David Sinclair             | Alimi Ballard         |
| Holdfény                           | Mick St. John              | Alex O'Loughlin       |
| Huff                               | Teddy Huffstodt            | Andy Comeau           |
| Irak                               | Angel King                 | Keith Robinson        |
| Jóbarátok                          | Mike Hannigan              | Paul Rudd             |
| Kés/Alatt                          | Christian Troy             | Julian McMahon        |
| Kutyaszorítóban                    | Mr. Cat                    | J.D. Williams         |
| Lovespring ügynökség               | Burke Kristopher           | Sam Pancake           |
| Motoros zsaruk                     | Kai Sturm                  | Jens-Peter Nuenemann  |
| Nancy ül a fűben                   | Conrad Shepard             | Romany Malco          |
| CSI: New York-i helyszínelők       | Dr. Sheldon Hawkes         | Hill Harper           |
| Seven Days - Az időkapu            | Frank Parker               | Jonathan LaPaglia     |
| Sleeper Celle - Terrorista csoport | Faris al-Faris             | Oded Fehr             |
| South Beach                        | Vincent                    | Chris J. Johnson      |
| Spinédzserek                       | Murra                      | Donald Adeosun Faison |
| Szulejmán                          | Kara Ahmed pasa            | Yetkin Dikinciler     |
| Született feleségek                | Matthew Applewhite         | Mehcad Brooks         |
| Big Time Rush                      | Snoop Dogg                 | Snoop Dogg            |
| Lucifer                            | Sárga Vipera               | Lanny Joon            |
| Hölgyek Paradicsoma                | Pietro Mori                | Giuseppe Zeno         |
| A Mandalóri                        | Axe Woves                  | Simon Kassianides     |

### Filmek
A teljesség igénye nélkül...
| - Iwo Jima fövenye - Charlie Bass őrvezető (James Brown) - A kétéltű ember - további magyar hang - És holnaptól újra áll a bál, drágám - René Novák (Ludek Sobota) - A híd túl messze van - további magyar hang - American Graffiti 2. - Newt (Scott Glenn) - Apokalipszis most - Tyrone `Clean` Miller (Laurence Fishburne) - Én és a kölyök - Stan (John Schuck) - Egy fiú, egy lány - további magyar hang - Drágán add az életed! - további magyar hang - A háború áldozatai - Brown tizedes (Erik King) - Országúti diszkó - Ketchum (Anthony De Longis) - V. Henrik - Scroop (Stephen Simms) - A világ végéig - portás (Diogo Dória) - A dzsentlemanus - Rafe Simon (Brad Koepenick) - A suttyó család Amerikában - további magyar hang - Flynn - további magyar hang - Pofonláda - Marvin Shabazz (Michael Jace) - Sötét angyal - (V.P. Oliver) - Titkok és hazugságok - Paul (Lee Ross) - 187 - további magyar hang - Gyilkos félállásban - további magyar hang - Édesek és mostohák - Mr. Wynne (Ben Illis) - Hibátlanok - Amazing Grace (Nashom Benjamin) - Kocsmapárharc - Dingus (Michael Nardone) - Magnolia - mentő (Steven Bush) - Purgatórium - Glen seriffhelyettes/Billy, a kölyök (Donnie Wahlberg) - 101 Reykjavík - Thröstur (Baltasar Kormákur) - Ámokfutó szerencse - Benny Seaver (Neil Mandt) - Druidák - további magyar hang - Az élet nyomában - önmaga (Caveh Zahedi) - Az elit alakulat - Joseph Toye törzsőrmester (Kirk Acevedo) - Felpörgetve - Demille Bly (Robert Sean Leonard) - Gosford Park - Jeremy Blond (Trent Ford) - Isten nagy, én kicsi vagyok - Ali (Atmen Kelif) - Szörnyek keringője - Sonny Grotowski (Heath Ledger) - Titokzatos idegenek - Daniel (Matthew Macfadyen) - Tortilla leves - Antonio Urgell (Joel Joan) - Atomcsapda - Helmson - Birkanyírás - Ricky Nash (Michael Ealy) - Idegen szív - Billy (Vince Corazza) - Ken Park - Tate (James Ransone) - Mindörökké Callas - Marco (Gabriel Garko) - Perlasca – Egy igaz ember története - Sándor (Marco Bonini) - A szem - Dr. Lo (Edmund Chen) - Szeress örökké - Deejay (Brad Hunt) - A Tűzgyújtó 2. - további magyar hang - Bazi nagy latin lagzi - Donald (Roy Werner) - Beavatás - további magyar hang - Bölcsőd lesz a koporsód - további magyar hang - Hálaadás - Bobby (Derek Luke) - Halálháló - Jones (Anthony Ashbee) - Jószomszédi iszony - további magyar hang - A Karib-tenger kalózai: A Fekete Gyöngy átka - Ragetti (Mackenzie Crook) - A pityergő teve története - Ikchee (Ikhbayar Amgaabazar) - Rádió - Tucker (Patrick Breen) - Randi Jane-nel - Timothy Rommelly (Antonio Sabàto Jr.) - Vodka Lemon - további magyar hang - Alfie - Marlon (Omar Epps) - Dirty Dancing 2. - Carlos Suarez (René Lavan) - Don Bosco - A szeretet küldetése 1-2. - Antonio (Alessandro Giallocosta) - Az emberrablás - Tim Hayes (Alessandro Nivola) - Flúgos járat - további magyar hang - A gyűrű titka - Billy Hytner (Jonathan LaPaglia) - Holtak hajnala - Terry (Kevin Zegers) - Nézd meg az anyját... - Rick Meadows (JR Bourne) | - Ocean’s Twelve – Eggyel nő a tét - banktisztviselő (Ed Kross) - Ütközések - Hanson rendőr (Ryan Phillippe) - Az utolsó gyémántrablás - Luc (Troy Garity) - Cukorfalat - Jeff Kohlver (Patrick Wilson) - Elektra - Kirigi (Will Yun Lee) - Farkasok birodalma - Paul Nerteaux (Jocelyn Quivrin) - A fiók - Jack Starks (Adrien Brody) - Góóól! - Charlie, Newcastle-drukker (Greg Ellis) - A Holtak földje - Anchor (Tony Munch) - Iraki misszió - Banning hadnagy (James Gilbert) - Kőkemény család - David Silver (Robert Dioguardi) - A leggyorsabb Indian - Marty (Walton Goggins) - Macbeth - Jonny, az ételhordó (Gregory Chisholm) - Az olvasóterem - Daryl (Keith Robinson) - Szexre hangolva - további magyar hang - Alpha Dog - Johnny Truelove (Emile Hirsch) - Kiskarácsony mindenáron - Ted (David Lewis) - Kőkemény - Hamal (Erhan Emre) - Miami Vice - Alonzo Stevens (John Hawkes) - Őrangyallal, védtelenül - Dito (Robert Downey Jr.) - A United 93-as - LeRoy Homer másodpilóta (Gary Commock) - Vadkaland - további magyar hang - Füstölgő Ászok - Darwin Tremor (Chris Pine) - Goodbye Bafana - további magyar hang - A lankadatlan - A Dewey Cox sztori - John Lennon (Paul Rudd) - Megérzés - Jim Hanson (Julian McMahon) - Superbad, avagy miért ciki a szex? - további magyar hang - A szellemlovas - Blackheart (Wes Bentley) - Bruce és Lloyd: Elszabadult pokol - Howard (Bryan Callen) - Gran Torino - Spider (Doua Moua) - Quantum csendje - Tanner (Rory Kinnear) - A Vasember - Phil Coulson ügynök (Clark Gregg) - Vasember 2. - Phil Coulson ügynök (Clark Gregg) - Spancserek - további magyar hang - Víruscsapda - Brian (Chris Pine) - Jackass 3D - Johnny Knoxville Kétszer szinkronizálta Scott Speedmant: - Dark Blue - Bobby Keough - Underworld - Michael Corvin Kétszer szinkronizálta Gabriel Mannt: - A Bourne-rejtély - Danny Zorn - A Bourne-csapda - Danny Zorn Kétszer szinkronizálta Oded Fehrt: - A Kaptár 2. – Apokalipszis - Carlos Olivera - A Kaptár 3. – Teljes pusztulás - Carlos Olivera Kétszer szinkronizálta Stephen Dorffot: - Oroszlánbarlang - Mike Varga - Az elítélt - Wade Porter Kétszer szinkronizálta Clifton Collins Jr.-t: - Traffic - Francisco Flores - Capote - Perry Smith - Batman Superman ellen – Az igazság hajnala - Anatolij Knyazev (Callan Mulvey) - Marvel Kapitány - Phil Coulson ügynök (Clark Gregg) - Thor - Phil Coulson ügynök (Clark Gregg) - Vasember 2. - Phil Coulson ügynök (Clark Gregg) - Bosszúállók - Phil Coulson ügynök (Clark Gregg) - Ne hagyj nyomot! - Larry (Derek Dresher) - Deadpool 2. - Fekete Tom (Jack Kesy) - A pláza ásza - Veck Sims (Keir O’Donnell) - Részeges karatemester - Villámlábú (Jang Lee Hwang) - A Kém - Ryan (Carlos Ponce) |

### TV műsorok
- A mindent látó Hubble (Hubble's Canvas) - Csak a régi Spektrum csatornán lévő műsorban hallható, mint a Hubble által készített képek nevének bemondója. Források:

## Színház
Amatőrként és versmondóként kezdte. Dolmány Attila 1997-ben már szerepelt színházban, a Vígszínház előadásában (Vízkereszt, vagy amit akartok), azóta pedig szerepelt a Szkéné Színházban és a Zsámbéki Színházi és Művészeti Bázisban, azóta pedig a Budapesti Kamaraszínház tagja volt annak bezárásáig. Dolmány Attila szerepelt a Ping-Szving-Eszenyi Enikő estjében a Thália Színház előadásában. Kalocsay Mercedesszel (itt még mint Sztinka Mercedes) és Frumen Gergővel megrendezték az Önkényes Örkény-estet (2006. augusztus 9-én), ami a PORT.HU Színház- és Táncsátor és a Szabadtéri Színpad segítségével vált valóra. Az esten a következő színészek léptek fel: Tihanyi Hanna, Zsíros Nikolett, Balázs Árpád, Bán Nóra, Bognár Dániel, Bohus Kinga, Daróczi Erika, Gila Ildikó, Horváth Ders Márton, Hrotko Csenge, Mahalik Gábor, Khauth Tímea Eszter, Ács Bálint, Molnár Levente, Sóvágó Fanni, Tamás László. Természetesen hosszú lenne felsorolni színpadi munkásságát, mivel a mai napig aktív. Így az alábbiak csak szemelvények legemlékezetesebb alakításaiból. Rendezői és egyéb munkássága fentebb már említe olvasható. Legutóbbi színházi munkái a dramaturgként, szövegíróként és rendezőként jegyzett Csukás Istvánnal közös munka, Szitha Miklós zenéjével, melynek címe: Utazás a szempillám mögött. Az Erkel Színházban pedig 2018. szeptember 22-én premierezett színészként a Carmina Burana grandiózus előadásában.
A teljesség igénye nélkül...
| Előadás                       | Szerep                                    | Író                                  | Színház                                          |
| ----------------------------- | ----------------------------------------- | ------------------------------------ | ------------------------------------------------ |
| II. Richard                   | II. Richard király                        | William Shakespeare                  | Budapesti Kamaraszínház                          |
| A Caligula-klán               | Caligula                                  | Kárpáti Levente                      | Szkéné Színház                                   |
| A kétfejű sas                 | Felix von Millenstein                     | Jean Cocteau                         | Budapesti Kamaraszínház                          |
| Alkésztiszt                   |                                           | Euripidész                           | Színház- és Filmművészeti Egyetem (Ódry Színpad) |
| Angyal és Kádár               | fiatal kihallgató                         | Sólyom András                        | Budapesti Kamaraszínház                          |
| A pelikán                     |                                           | August Strindberg                    | Budapesti Kamaraszínház                          |
| Árpád-ház                     | Kálmán, II. István                        | Spiró György                         | Budapesti Kamaraszínház                          |
| Blikk                         | Kese                                      | Horváth Péter                        | Budapesti Kamaraszínház                          |
| Egy csepp méz                 | Geof                                      | Shelagh Delaney                      | Budapesti Kamaraszínház                          |
| Egy szerelem három éjszakája  | Bálint                                    | Hubay Miklós–Ránki György–Vas István | Budapesti Kamaraszínház                          |
| Galócza                       | Adam Zsazsics                             | Ivan Kusan                           | Budapesti Kamaraszínház                          |
| Hamlet, dán királyfi          | Guildernsten                              | William Shakespeare                  | Budapesti Kamaraszínház                          |
| Haszonvágy                    |                                           | Németh Ákos                          | Budapesti Kamaraszínház                          |
| Hazatérés                     | Joey                                      | Harold Pinter                        | Budapesti Kamaraszínház                          |
| Három nővér                   | Szoljonij                                 | Anton Pavlovics Csehov               | Budapesti Kamaraszínház                          |
| Kószál a nagy kaszás          |                                           | Michael de Ghelderode                | Budapesti Kamaraszínház                          |
| Liliom                        | Kapitány, Hugó, lovasrendőr, esztergályos | Molnár Ferenc                        | Zsámbéki Színházi és Művészeti Bázis             |
| Liliom                        | Esztergályos                              | Molnár Ferenc                        | Budapesti Kamaraszínház                          |
| Lóvátett lovagok              | Lüke                                      | William Shakespeare                  | Vígszínház                                       |
| Macbeth                       | Ross                                      | William Shakespeare                  | Budapesti Kamaraszínház                          |
| Spanyol tragédia              | Balthazar, Soliman                        | Thomas Kyd                           | Budapesti Kamaraszínház                          |
| Számkivetettek                | Richard Rowen                             | James Joyce                          | Színház- és Filmművészeti Egyetem (Ódry Színpad) |
| Trainspotting                 | Spud                                      | Harry Gibson, Irvine Welsh           | Budapesti Kamaraszínház                          |
| Világtalanok                  | Józsi                                     | Kiss Csaba                           | Budapesti Kamaraszínház                          |
| Vízkereszt, vagy amit akartok | Curio                                     | William Shakespeare                  | Vígszínház                                       |
| Woyzeck                       | Andres                                    | Georg Büchner                        | Budapesti Kamaraszínház                          |

## Filmjei
2003-ban Dolmány Attila szerepelt egy ötperces kisjátékfilmben, az Édes kettesben, ahol a párja Karádi Borbála volt. 2008-ban megkapta az Izland, a hasadó sziget narrátori szerepét, ami egy magyar ismeretterjesztő film. A dokumentumfilm Izland nehezen filmezhető állatvilágával foglalkozik, többek közt a lundák, fókák, sarki rókák, és a bálnák életét mutatja be. A film rendezője Török Zoltán. Azóta több Török filmben is hallatta hangját, mint az Everglades vagy a Lemmings című művekben, ellenben már a Jóban-rosszban, a Fapad, a Tóth János, a Zimmer Feri 2., és sok más film világát színesítette. Néhány 2017-ben készült saját kisfilmje az interneten is megtalálható.

## További információ
- Dolmány Attila a PORT.hu-n (magyarul)
- Dolmány Attila az Internetes Szinkronadatbázisban (magyarul)
- Dolmány Attila az Internet Movie Database-ben (angolul)